# Symsarna
Symsarna je polská řeka ve Varmijsko-mazurském vojvodství. Tok řeky začíná Luterským jezerem, řeka pak pokračuje přes několik dalších jezer a zaniká jako pravostranný přítok řeky Łyny v Lidzbarku Warmińském. Dlouhá je včetně jezer, kterými protéká, 37km.

## Sídla podél toku
- Żardeniki
- Jeziorany
- Wójtówko
- Ustnik
- Wilkiejmy
- Potryty
- Maków
- Medyny
- Lidzbark Warmiński